# بولبیگد
بولبیگد (به سوئدی: Bollebygd) یک منطقهٔ مسکونی در سوئد است که در بخش بولبیگد واقع شده‌است. بولبیگد ۲٫۵۷ کیلومتر مربع مساحت و ۳٬۵۶۶ نفر جمعیت دارد.